# Heydenia mateui
Heydenia mateui är en stekelart som först beskrevs av Karl-Johan Hedqvist 1967.  Heydenia mateui ingår i släktet Heydenia och familjen puppglanssteklar. Inga underarter finns listade i Catalogue of Life.